# Прирічне (Денисовський район)
Прирі́чне (каз. Приречен) — село у складі Денисовського району Костанайської області Казахстану. Входить до складу Свердловського сільського округу.
Населення —  (2021; 57 у 2009, 88 у 1999,  у 1989).